# San Marzano di San Giuseppe
San Marzano di San Giuseppe – miejscowość i gmina we Włoszech, w regionie Apulia, w prowincji Tarent.
Według danych na rok 2004 gminę zamieszkiwało 8830 osób, 464,7 os./km².